# Tawtine
Le tawtine (en arabe : installation ou sédentarisation) désigne le projet des Frères musulmans visant à répandre l'islam afin de créer un califat universel. 

## Concept
Le tawtine est un concept utilisé par la confrérie des Frères musulmans depuis les années 1980. Selon Mohamed Louizi, ancien membre de la confrérie, le tawtine désigne le projet porté par les Frères musulmans pour étendre l'islam dans des pays qui n'ont pas de tradition islamique ancrée. Ce projet viserait ainsi une islamisation des sociétés qui ne se soumettent pas encore à la charia. Le terme de tawtine signifie installation, ou sédentarisation.  
Le tawtine se base sur un double discours, l'un, violent et littéraliste, destiné aux fidèles, « en arabe », et l'autre, dans la langue du pays, destiné aux populations occidentales, plus policé et se voulant moderniste.
L'origine de l'utilisation du terme est inconnue. Le projet a été mis en lumière lors de la découverte, en 1992, d'un document secret par la police égyptienne lors d'une enquête au sujet des Frères musulmans. Ce document, dit « document de Tamkine », fait treize pages et synthétise la stratégie holiste des Frères musulmans, ainsi que les méthodes pour parvenir à l'extension du califat. Il s'agit de déstabiliser les pays occidentaux en formant de jeunes musulmans afin qu'ils intègrent les institutions du pays en question, sous couverture.
Ce plan stratégique passe par une islamisation des territoires qui refusent les règles de l'islam politique. Cela exige un renforcement de l'identité islamique et de l'islam politique, notamment par la multiplication de mosquées, la création d'un effet de dépendance économique (par des acquisitions immobilières, financières, etc.), ainsi que la construction d'établissements scolaires privés. Il s'agit de défendre une forme conservatrice de l'islam en la présentant sous des traits progressistes et ouverts à la modernité. 
La réalité du projet des Frères musulmans a été discutée par des universitaires du projet "The Bridge Initiative", affiliée à l'université de Georgetown, qui soulignent que certains documents attestant du projet du tawtine, particulièrement relayés par des milieux conspirationnistes pour arguer d'un projet de domination mondiale de la part de la confrérie, sont des mémorandums qui n'ont connu aucune postérité au sein de l'organisation, ou qui n'ont même jamais été débattu au sein de celle-ci. C'est par exemple le cas du Explanatory Memorandum retrouvé en 1991 aux États-Unis dans les archives d'un membre des Frères musulmans. 
Cependant, d'après le journal danois Berlingske, "The Bridge Initiative" est piloté et a été financé (via un don de 20 millions de dollars en 2005) par le Prince Alwaleed bin Talal Center for Muslim-Christian Understanding . 
Autre illustration potentielle du tawtine, un document similaire, intitulé "Le Projet", a été trouvé durant une perquisition menée près de Lugano, en novembre 2001, dans la villa d'un des principaux dirigeants de la branche internationale des Frères Musulmans. De manière similaire au Mémorandum américain de 1991, ce document préconise d'«étudier les centres de pouvoir locaux et mondiaux, et les possibilités de les placer sous influence», d'«entrer en contact avec tout nouveau mouvement engagé dans le djihad où qu'il soit sur la planète», de «créer des cellules du djihad en Palestine» et de «nourrir le sentiment de rancœur à l'égard des juifs» .  
La stratégie générale, qualifiée par certains "d'entrisme", des Frères Musulmans est étudiée depuis plusieurs années par de nombreux chercheurs, par exemple : Alexandre Del Valle, Emmanuel Razavi, Sylvain Besson , Florence Bergeaud-Blackler, Thomas Hoffmann (Université de Copenhague). Ce dernier a été qualifié d'islamophobe dans une fiche de synthèse anonyme, publiée par "The Bridge Initiative". À la suite de cette publication, ce chercheur a fait l'objet de menaces de mort et de harcèlement ,,.    